# Leivi
Leivi település Olaszországban, Liguria régióban, Genova megyében. Lakosainak száma 2426 fő (2023. január 1.). Leivi Carasco, Chiavari, San Colombano Certénoli és Zoagli községekkel határos.

## Népesség
A település lakossága az elmúlt években az alábbi módon változott:
| Lakosok száma | 2438 | 2443 | 2426 |
|               | 2017 | 2018 | 2023 |